# Asa N.º 41 da RAAF
A Asa N.º 41 é uma das quatro asas do Grupo de Vigilância e Resposta da Real Força Aérea Australiana. As outras asas são as n.ºs 42, 44 e 92. A unidade é dividida em quatro subunidades que são responsáveis pela vigilância aérea na Austrália e no exterior; a Unidade de Sensores Remotos N.º 1 (1 RSU), a Unidade de Controlo e Relatório N.º 3 (3 CRU), a Unidade Móvel de Controlo e Relatório N.º 114 (114 MCRU) e a Unidade de Treino de Vigilância e Controlo (SACTU).